# ProB
| Höchste Klasse |  | Basketball-Bundesliga |
| Zweite Klasse  |  | ProA                  |
| Dritte Klasse  |  | ProB                  |

Die ProB ist die derzeit dritthöchste Spielklasse im Vereins-Basketball der Herren in Deutschland. Zusammen mit der höherklassigen ProA bildet sie die 2. Basketball-Bundesliga, beide Spielgruppen werden von der 2. Basketball-Bundesliga GmbH betrieben.

## Geschichte
Die ProB löste ab der Saison 2007/2008 die bisher zweigleisige 2. Basketball-Bundesliga ab, die in Nord und Süd aufgeteilt war. Sie bildete gemeinsam mit dem „großen Bruder“ ProA die 2. Basketball-Bundesliga. Die Aufteilung der Mannschaften auf die beiden hierarchisch geordneten Staffeln erfolgte nach einem Schlüssel, bei dem die Abschlussplatzierungen der drei vorangegangenen Spielzeiten berücksichtigt wurden.
Seit der Saison 2010/2011 ist die ProB in die beiden Spielgruppen Nord und Süd eingeteilt. Damit entspricht die ProB einer zweigleisigen dritthöchsten nationalen Spielklasse. Bis 2019 war Daniel Müller als Geschäftsführer der 2. Bundesliga im Amt, sein Nachfolger wurde Christian Krings.
Nachdem die Basketball-Akademie Weser-Ems/Oldenburger Turnerbund (auch abgekürzt zu BAWE OTB) als Reserve des Erstligisten EWE Baskets Oldenburg nach ihrer Meisterschaft 2014 auf den Aufstieg verzichtet hatten, konnten sie als erste Mannschaft eine zweite Meisterschaft der ProB erringen und ihren Titel 2015 direkt verteidigen.
Im Februar 2018 übernahm die Krankenkasse Barmer die Namensrechte an der 2. Basketball-Bundesliga. Müller gab Mitte Februar 2019 bekannt, seine Tätigkeit als Geschäftsführer zum Ende der Saison 2018/19 zu beenden. Nachfolger wurde zum 1. August 2019 Christian Krings.
In der Saison 2024/25 gelang den Bayer Giants Leverkusen nach einer beeindruckenden Ungeschlagen-Serie seit dem 8. Spieltag der Hauptrunde Nord zum dritten Mal in ihrer Vereinsgeschichte der Einzug ins ProB-Finale. Dort setzten sie sich sowohl im Hin- als auch im Rückspiel gegen die SBB Baskets durch und krönten sich nicht nur zum dritten Mal zum ProB-Meister, sondern auch zum alleinigen Rekordmeister der Liga.

## Modus und Ausrichtung

### Modus
Jede Spielgruppe besteht aus 14 Mannschaften. In der Saison 2025/26 spielen in der Staffel Süd ausnahmsweise 13 Mannschaften.
Zuerst spielen alle Mannschaften der jeweiligen Spielgruppe in einer Hauptrunde gegeneinander in je einem Hin- und einem Rückspiel. Die 16 Mannschaften, die sich nach Abschluss der Hauptrunde auf den Tabellenrängen 1 bis 8 der beiden Spielgruppen befinden, spielen anschließend gemeinsam in Play-offs um die zwei Aufstiegsplätze. Die beiden Letztplatzierten der Nord- und Südstaffel (2025/26 aus der Süd nur der 13. Platz) steigen in die Regionalliga ab. Die Play-offs werden in bis zu drei Spielen ausgetragen (dabei sind zwei Siege zum Weiterkommen nötig).
Während eines ProB-Spiels ist nur ein Nicht-EU-Ausländer spielberechtigt. Ausgenommen hiervon sind Spieler, die unter die sogenannte Local-Player-Regelung fallen, d. h. für eine bestimmte Zeit eine basketballerische Ausbildung im deutschen Jugendbereich erhielten. Zu jeder Zeit eines Spiels müssen mindestens drei in Deutschland ausgebildete Spieler gleichzeitig auf dem Platz stehen.

### Zulassungsvoraussetzung
Die Voraussetzungen zur Teilnahme am Spielbetrieb sind in der Spielordnung der Liga geregelt. Grundsätzlich steigen die beiden Letztplatzierten der ProA in die ProB ab, im Gegenzug steigen zwei Mannschaften aus der ProB in die ProA auf. Aus der ProB steigen vier Mannschaften in die Regionalligen ab, dafür steigen aus den Regionalligen vier Mannschaften in die ProB auf. Neben dieser sportlichen Qualifikation zur Teilnahme müssen auch wirtschaftliche und spieltechnische Bedingungen erfüllt werden. So muss in einer Halle gespielt werden, die mindestens 500 Zuschauern Platz bietet. Des Weiteren müssen ProB-Ligisten den Nachweis erbringen, mit einer bestimmten Anzahl an Jugendmannschaften am Spielbetrieb und ab der Saison 2019/20 mit einer Mannschaft in der Jugend-Basketball-Bundesliga teilzunehmen.

## Mannschaften der ProB 2024/25

### Staffel Nord
| Mannschaft                     | Heimspielort           | Spielhalle                                             | Plätze |
| ------------------------------ | ---------------------- | ------------------------------------------------------ | ------ |
| Bayer Giants Leverkusen        | Leverkusen             | Ostermann-Arena                                        | 2771   |
| Berlin Braves 2000             | Berlin                 | Sporthalle Charlottenburg                              | 2346   |
| BSW Sixers                     | Sandersdorf-Brehna     | Ballsporthalle in Sandersdorf                          | 950    |
| EN Baskets Schwelm             | Schwelm                | Schwelm ArENa                                          | 1500   |
| ETB Miners                     | Essen                  | Sporthalle am Hallo                                    | 2578   |
| Gartenzaun24 Baskets Paderborn | Paderborn              | Sportzentrum Maspernplatz                              | 1999   |
| Iserlohn Kangaroos             | Iserlohn               | Matthias-Grothe-Halle                                  | 1412   |
| Itzehoe Eagles                 | Itzehoe                | Sportzentrum am Lehmwohld                              | 714    |
| Lok Bernau                     | Bernau bei Berlin      | Sparkassen-Arena Bernau                                | 2178   |
| SBB Baskets Wolmirstedt        | Wolmirstedt            | Halle der Freundschaft                                 | 1000   |
| SC Rist Wedel                  | Wedel                  | Steinberghalle                                         | 700    |
| Rostock Seawolves II           | Rostock                | OSPA Arena                                             | 1160   |
| TKS 49ers                      | Stahnsdorf             | Sporthalle der Berlin Brandenburg International School | 600    |
| TSV Neustadt temps Shooters    | Neustadt am Rübenberge | Gymnasiumsporthalle Neustadt                           | 999    |

### Staffel Süd
| Mannschaft                        | Heimspielort      | Spielhalle                               | Plätze |
| --------------------------------- | ----------------- | ---------------------------------------- | ------ |
| Ahorn Camp BIS Baskets Speyer     | Speyer            | Sporthalle Speyer Nord                   | 700    |
| BBC Coburg                        | Coburg            | HUK-Coburg Arena                         | 3489   |
| BG Leitershofen/Stadtbergen       | Stadtbergen       | Mehrzweckhalle Stadtbergen               | 1500   |
| CATL Basketball Löwen             | Erfurt            | Riethsporthalle                          | 1500   |
| Dragons Rhöndorf                  | Bad Honnef        | Dragon Dome                              | 1500   |
| FC Bayern Basketball II           | München           | BMW Park                                 | 6500   |
| OrangeAcademy                     | Neu-Ulm           | Orange Campus                            | 600    |
| Porsche BBA Ludwigsburg           | Ludwigsburg       | Rundsporthalle Ludwigsburg               | 675    |
| RheinStars Köln                   | Köln              | ASV Sporthalle                           | 999    |
| Skyliners Frankfurt Juniors       | Frankfurt am Main | Basketball City Mainhattan               | 1086   |
| SV Fellbach Flashers              | Fellbach          | Gäuäckersporthalle I                     | 620    |
| Team Ehingen Urspring             | Ehingen (Donau)   | Sporthalle beim Johann-Vanotti-Gymnasium | 1500   |
| TSV Oberhaching Tropics           | Oberhaching       | Grundschule Deisenhofen                  | 520    |
| VR Bank Würzburg Baskets Akademie | Würzburg          | TGW-Sportzentrum Feggrube                | 500    |

## Meister der ProB
| Saison    | 1. Platz                                   | 2. Platz                                   |
| --------- | ------------------------------------------ | ------------------------------------------ |
| 2007/08   | ETB Wohnbau Baskets Essen                  | Kirchheim Knights                          |
| 2008/09   | proveo Merlins Crailsheim                  | Herzöge Wolfenbüttel                       |
| 2009/10   | SOBA Dragons Rhöndorf                      | Hertener Löwen                             |
| 2010/11   | Erdgas Ehingen/Urspringschule              | BG Leitershofen/Stadtbergen                |
| 2011/12   | Oettinger Rockets Gotha                    | SC Rasta Vechta                            |
| 2012/13   | Bayer Giants Leverkusen                    | Schwelmer Baskets 1                        |
| 2013/14   | BAWE Oldenburger TB 1                      | Bike-Café Messingschlager Baunach          |
| 2014/15   | BAWE Oldenburger TB 1                      | SC Rist Wedel                              |
| 2015/16   | Team Ehingen Urspring                      | Fraport Skyliners Juniors 1                |
| 2016/17   | Weißenhorn Youngstars                      | PS Karlsruhe Lions                         |
| 2017/18   | ScanPlus Baskets 1                         | Rostock Seawolves                          |
| 2018/19   | Bayer Giants Leverkusen                    | UBC Münster 1                              |
| 2019/20 2 | Itzehoe Eagles 1, Baskets Elchingen 1      | Itzehoe Eagles 1, Baskets Elchingen 1      |
| 2020/21 3 | Itzehoe Eagles, VfL SparkassenStars Bochum | Itzehoe Eagles, VfL SparkassenStars Bochum |
| 2021/22 4 | Dresden Titans                             | SG ART Giants Düsseldorf                   |
| 2022/23   | EPG Baskets Koblenz                        | Rasta Vechta II                            |
| 2023/24   | Dragons Rhöndorf 1                         | RheinStars Köln 1                          |
| 2024/25   | Bayer Giants Leverkusen                    | SBB Baskets Wolmirstedt                    |

## Zuschauerzahlen ProB Nord
| Saison  | Insgesamt | Anzahl Spiele | im Schnitt (Ø) | Auslastung | Ø-Kapazität |
| ------- | --------- | ------------- | -------------- | ---------- | ----------- |
| 2014/15 | 105.214   | 190           | 554            | 48 %       | 1.147       |
| 2015/16 | 124.443   | 155           | 803            | 63 %       | 1.271       |
| 2016/17 | 127.283   | 160           | 796            | 60 %       | 1.316       |
| 2017/18 | 157.826   | 163           | 968            | 60 %       | 1.603       |
| 2018/19 | 130.463   | 162           | 805            | 58 %       | 1.389       |
| 2019/20 | 109.969   | 132           | 833            | 64 %       | 1.301       |
| 2020/21 | 2.212     | 131           | 17             | 1 %        | 1.191       |
| 2021/22 | 68.126    | 164           | 416            | 33 %       | 1.256       |
| 2022/23 | 91.173    | 174           | 524            | 38 %       | 1.370       |
| 2023/24 | 140.426   | 201           | 699            | 59 %       | 1.186       |

## Zuschauerzahlen ProB Süd
| Saison  | Insgesamt | Anzahl Spiele | im Schnitt (Ø) | Auslastung | Ø-Kapazität |
| ------- | --------- | ------------- | -------------- | ---------- | ----------- |
| 2014/15 | 74.934    | 158           | 474            | 43 %       | 1.109       |
| 2015/16 | 86.461    | 167           | 518            | 40 %       | 1.292       |
| 2016/17 | 81.278    | 168           | 484            | 28 %       | 1.731       |
| 2017/18 | 106.920   | 161           | 664            | 28 %       | 2.341       |
| 2018/19 | 100.961   | 164           | 616            | 26 %       | 2.336       |
| 2019/20 | 53.459    | 132           | 405            | 20 %       | 2.025       |
| 2020/21 | 1.883     | 131           | 14             | 1 %        | 2.039       |
| 2021/22 | 48.547    | 162           | 300            | 14 %       | 2.133       |
| 2022/23 | 81.083    | 171           | 474            | 24 %       | 1.936       |
| 2023/24 | 87.584    | 201           | 436            | 27 %       | 1.593       |